# Prix Meret-Oppenheim
 (septembre 2017).
Le Grand Prix suisse d’art / Prix Meret-Oppenheim, est une récompense décernée à des artistes suisses. Le prix est décerné annuellement depuis 2001.

## Le prix
Annuellement, sur la recommandation de la Commission fédérale d'art (CFA), l'Office fédéral de la culture (OFC) décerne un ou plusieurs prix dotés de quarante mille francs suisses (initialement trente-cinq mille francs) à des artistes suisses reconnus, ainsi qu'à des architectes et médiateurs culturels, âgés de plus de quarante ans. Le prix est nommé d'après Meret Oppenheim (1913–1985), une artiste plasticienne et écrivaine suisse. La cérémonie de remise des prix a lieu au mois de juin, à l'occasion de la foire Art Basel.
Afin de soutenir des jeunes artistes, architectes et médiateurs culturels, l'OFC a mis en place le prix fédéral d'art, ainsi que la bourse de la fondation Kiefer-Hablitzel.

## Liste des lauréats
- 2001 : Peter Kamm, Ilona Rüegg, George Steinmann
- 2002 : Ian Anüll, Hannes Brunner, Marie José Burki, RELAX (chiarenza & hauser & co), Renée Levi
- 2003 : Silvia Bächli, Rudolf Blättler, Hervé Graumann, Harm Lux, Claude Sandoz
- 2004 : Christine Binswanger & Harry Gugger, Roman Kurzmeyer, Peter Regli, Hannes Rickli
- 2005 : Miriam Cahn, Alexander Fickert & Katharina Knapkiewicz, Johannes Gachnang, Gianni Motti, Vaclav Pozarek, Michel Ritter
- 2006 : Markus Raetz, Robert Suermondt, Rolf Winnewisser, Dario Gamboni, Catherine Schelbert, Peter Zumthor
- 2007 : Véronique Bacchetta, Kurt W. Forster, Peter Roesch, Anselm Stalder
- 2008 : Mariann Grunder, Manon, Mario Pagliarani, Arthur Rüegg, edition fink (Georg Rutishauser)
- 2009 : Ursula Biemann, Roger Diener, Christian Marclay, Muda Mathis, Sus Zwick, Ingrid Wildi
- 2010 : Annette Schindler, Gion A. Caminada, Claudia et Julia Müller, Yan Duyvendak, Roman Signer
- 2011 : John M. Armleder, Patrick Devanthéry & Inès Lamunière, Silvia Gmür, Ingeborg Lüscher, Guido Nussbaum
- 2012 : Bice Curiger, Niele Toroni, Günther Vogt
- 2013 : Thomas Huber, Miller & Maranta, Marc-Olivier Wahler
- 2014 : Anton Bruhin, Catherine Queloz, Pipilotti Rist, pool Architekten
- 2015 : Christoph Büchel, Olivier Mosset, Staufer & Hasler, Urs Stahel
- 2016 : Adelina von Fürstenberg, Christian Philipp Müller, Martin Steinmann
- 2017 : Daniela Kaiser, Peter Märkli, Philip Ursprung
- 2018[2],[3] : Sylvie Fleury, Thomas Hirschhorn, Luigi Snozzi
- 2019[4] : Marcel Meili & Markus Peter (architectes), Samuel Schellenberg (journaliste), Shirana Shahbazi (photographe)
- 2020 : Marc Bauer (artiste), Barbara Huser et Eric Honegger (architectes), Koyo Kouoh (curatrice)
- 2021 : Georges Descombes (architecte), Esther Eppstein (artiste et curatrice), Vivian Suter
- 2022 : Caroline Bachmann (artiste), Jürg Conzett & Gianfranco Bronzini (ingénieurs civils), Klodin Erb (artiste)
- 2023 : Stanislaus von Moos (historien d'art), Uriel Orlow (artiste), Parity Group (collectif au sein de l'EPFZ)
- 2024 : Jacqueline Burckhardt (historienne de l'art, curatrice), Marianne Burkhalter et Christian Sumi (architectes), Valérie Favre (artiste)[5].

## Galerie

Œuvres de lauréats
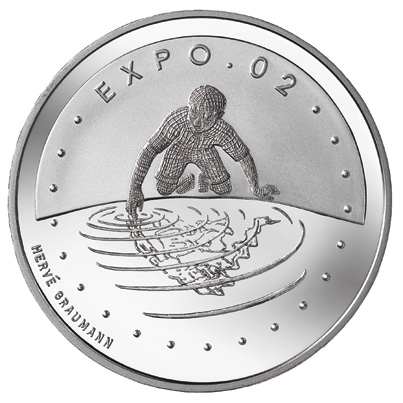
Hervé Graumann lauréat 2003
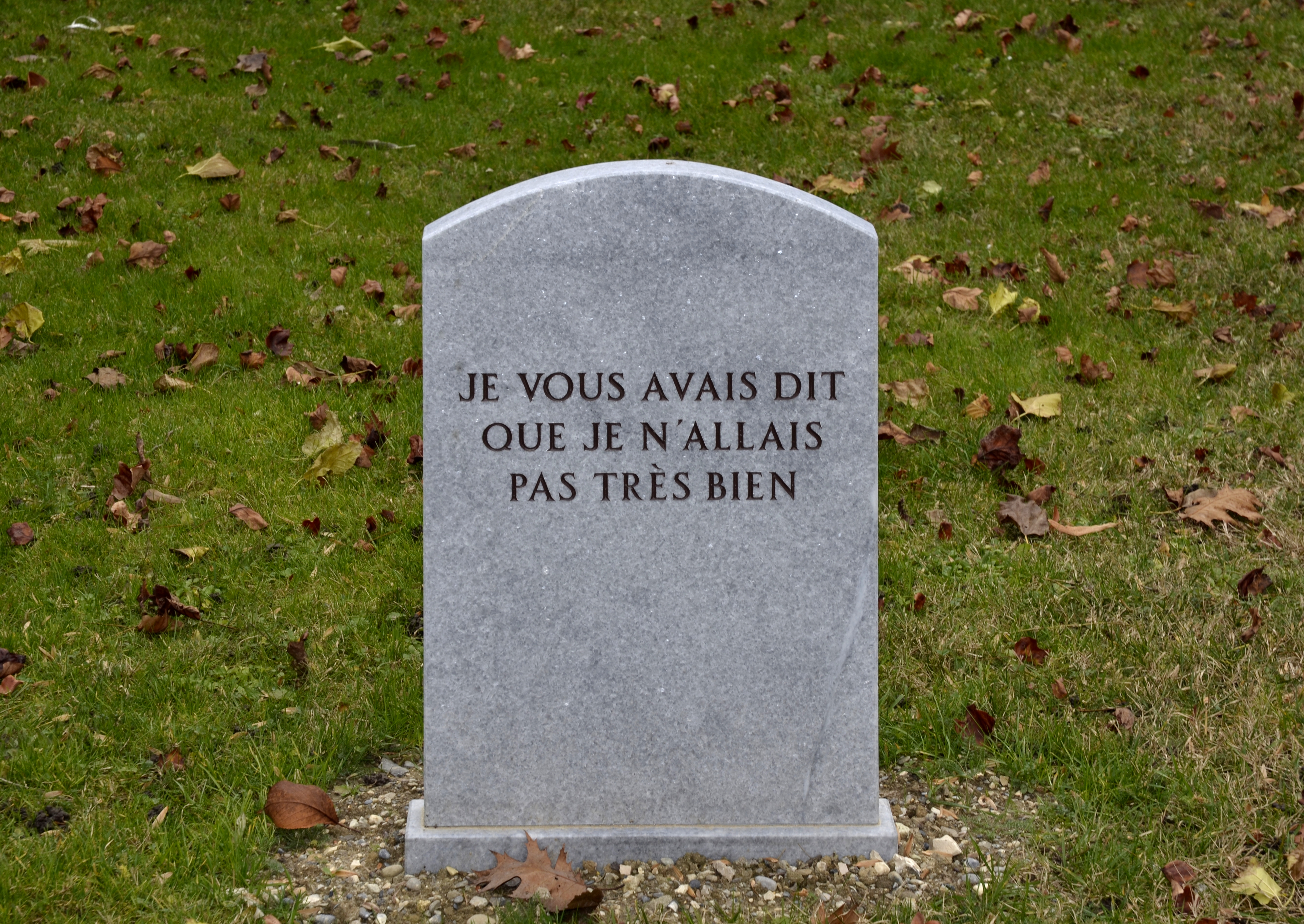
Gianni Motti lauréat 2005
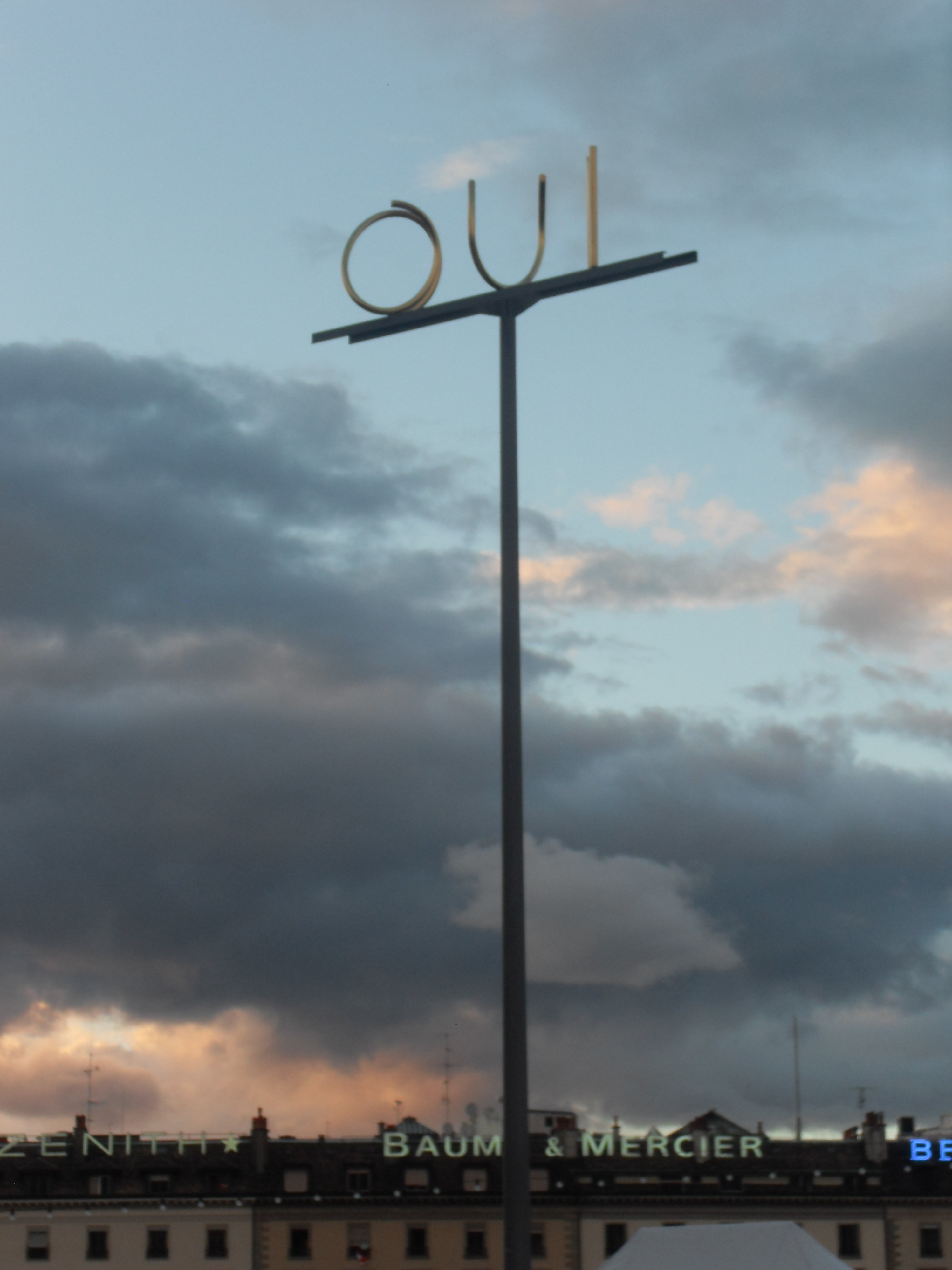
Markus Raetz lauréat 2006
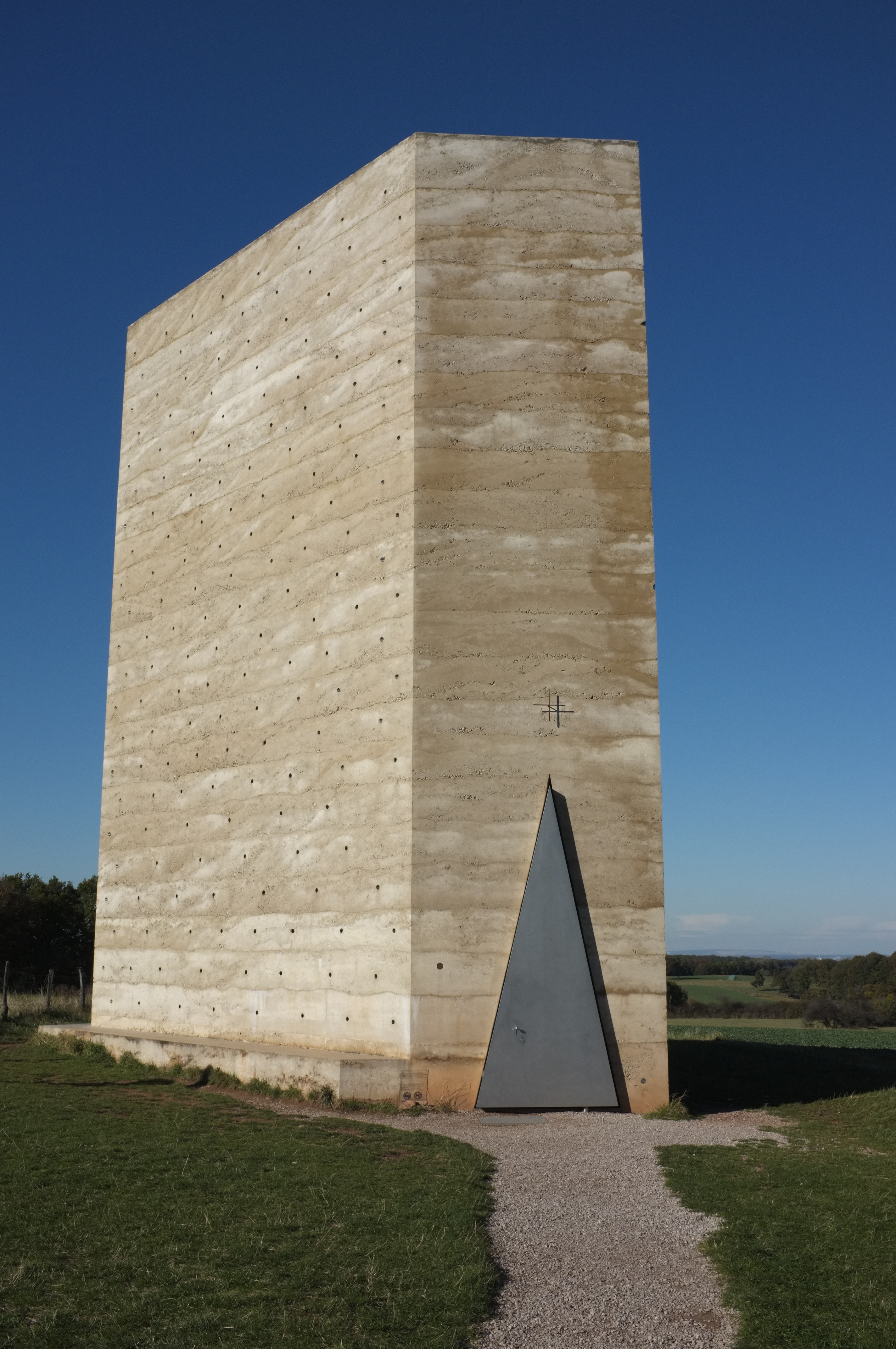
Peter Zumthor lauréat 2006
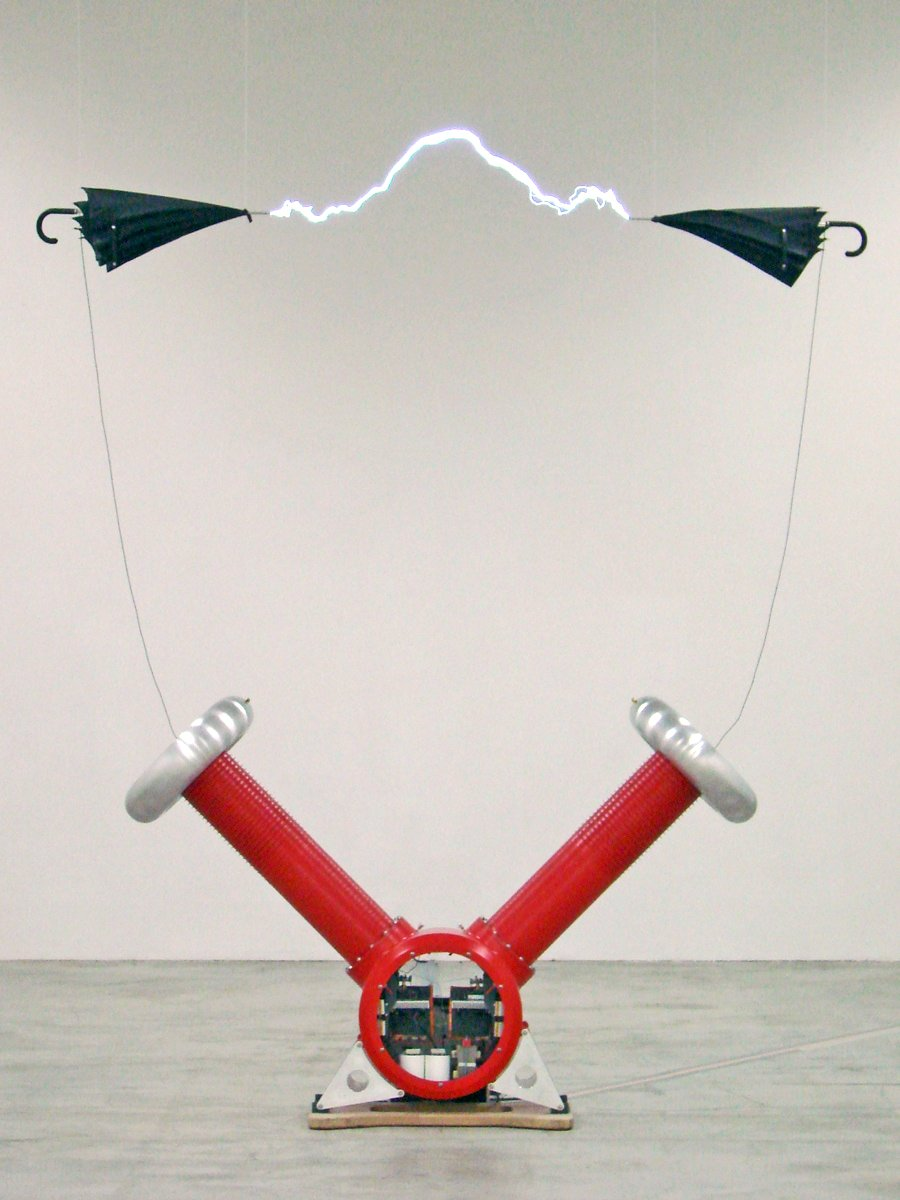
Roman Signer lauréat 2010
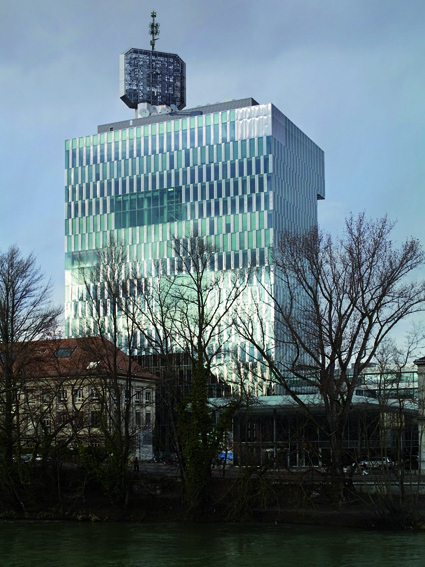
Inès Lamunière lauréate 2011
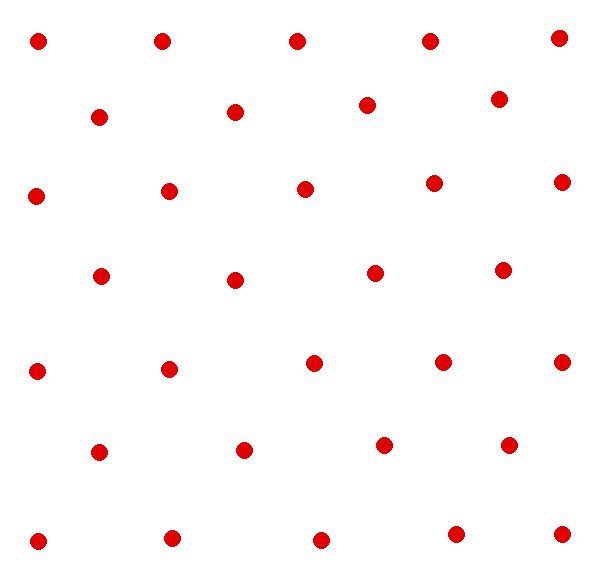
Niele Toroni lauréat 2012
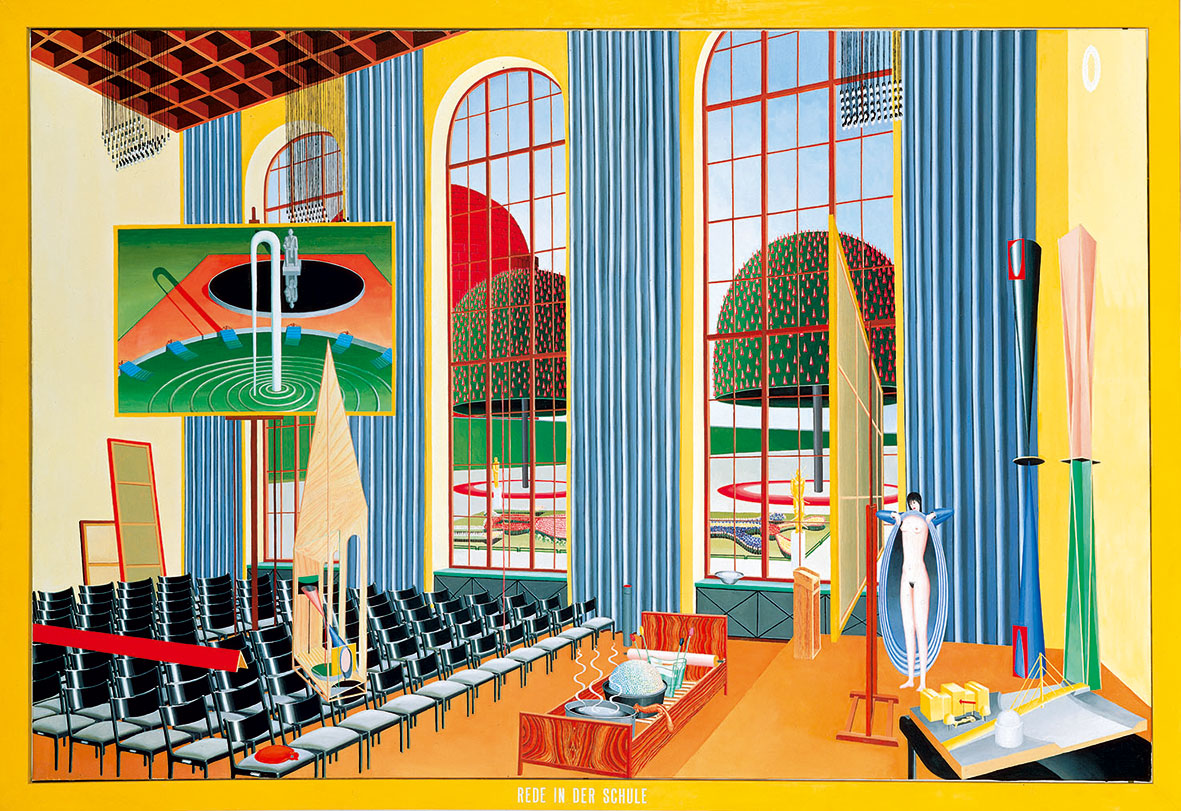
Thomas Huber lauréat 2013
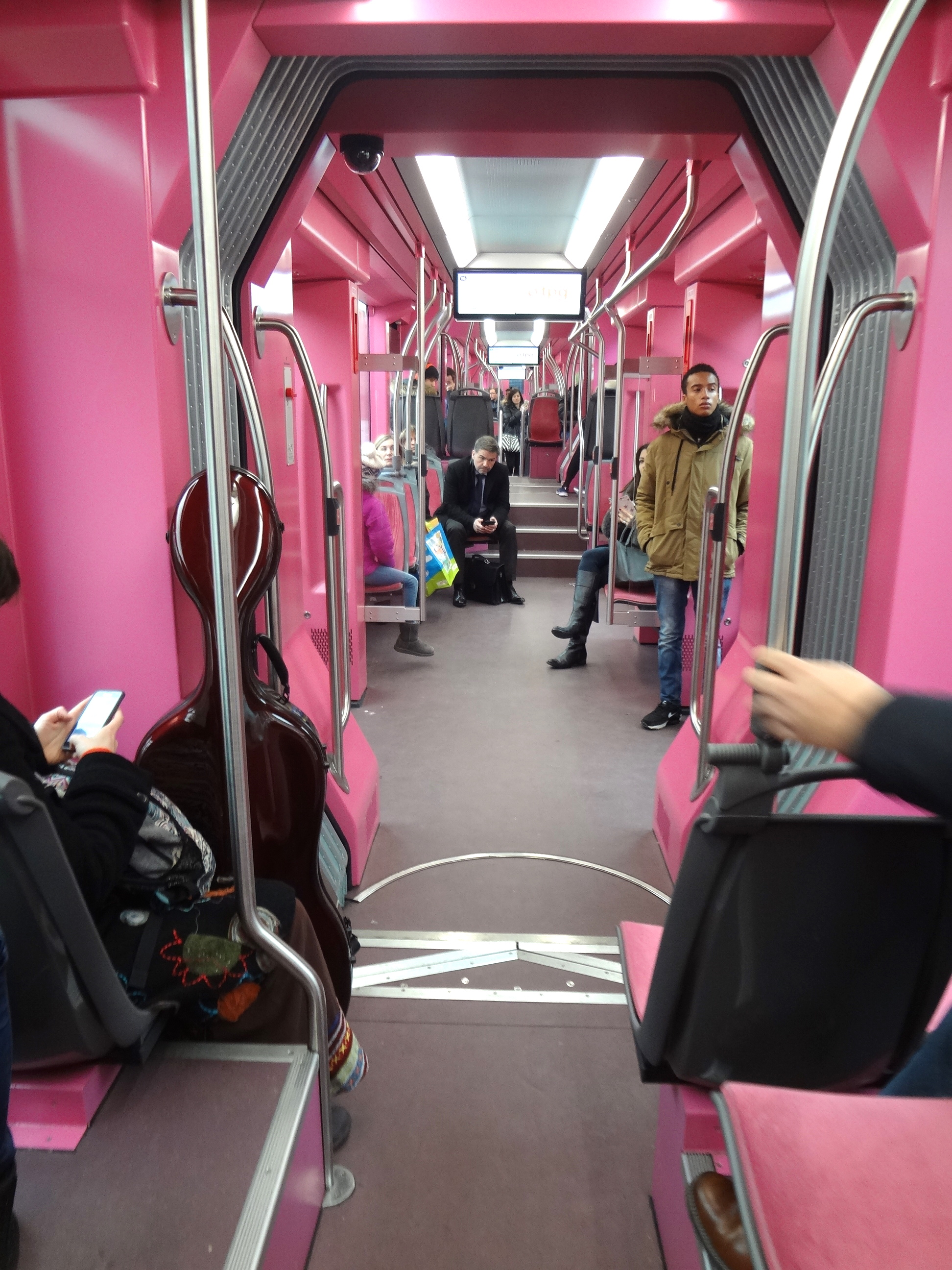
Pipilotti Rist lauréate 2014
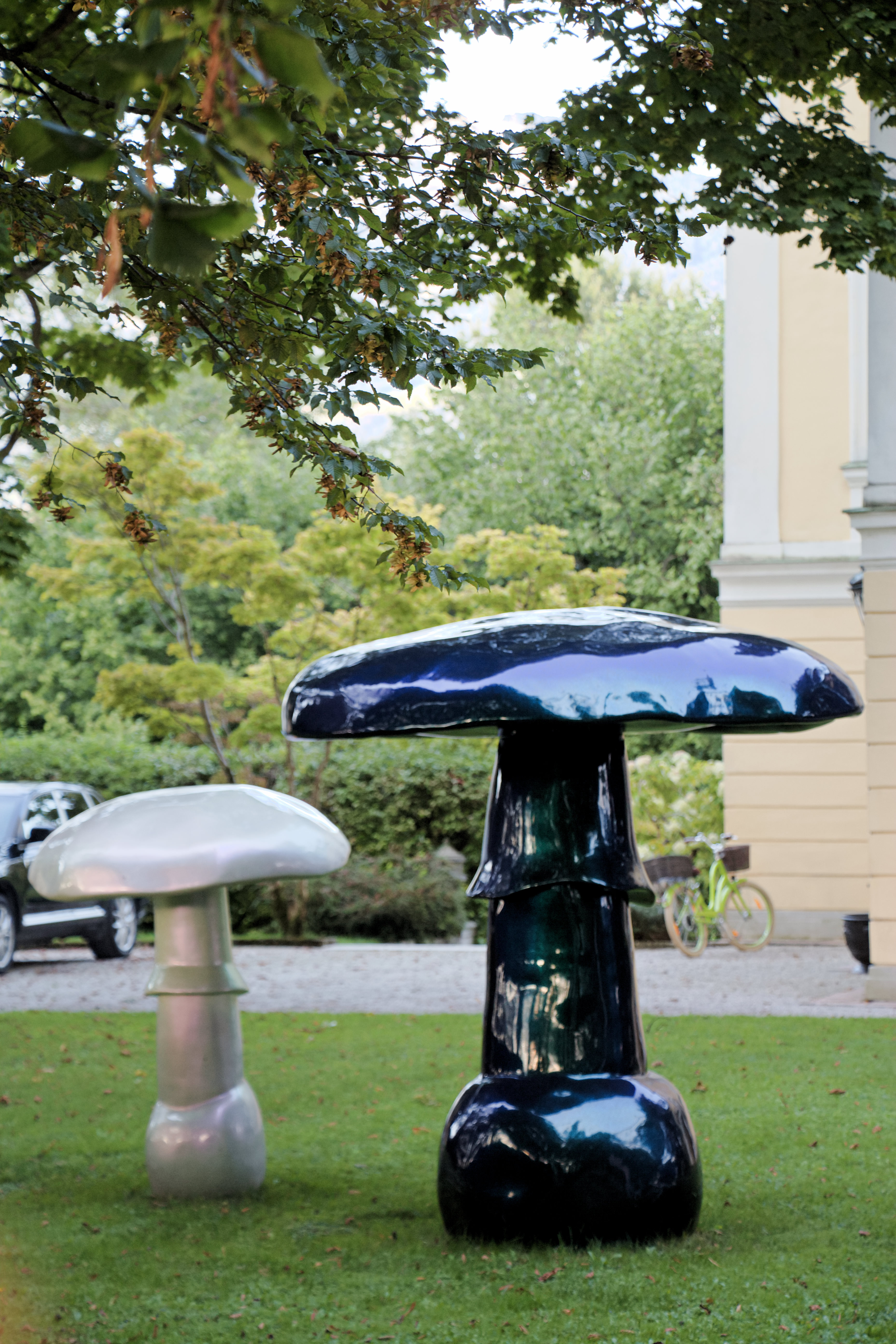
Sylvie Fleury lauréate 2018